# شرکت توییتر
شرکت توییتر (به انگلیسی: Twitter, Inc.) یک شرکت رسانه های اجتماعی مستقر در سان فرانسیسکو، کالیفرنیا است. این شرکت خدمات میکروبلاگینگ، شبکه‌های اجتماعی و پیش از آن برنامه ویدیویی کوتاه واین و سرویس زندگی پریسکوپ را اجرا می‌کرد.
اکس در مارس ۲۰۰۶ توسط جک دورسی، نوآ گلس، بیز استون و اوان ویلیامز ایجاد و در ژوئیه همان سال راه‌اندازی شد. تا سال ۲۰۱۲، بیش از ۱۰۰ میلیون کاربر روزانه ۳۴۰ میلیون توییت ارسال کردند و این سرویس به‌طور متوسط ۱٫۶ میلیارد پرس و جو جستجو در روز انجام می‌داد. این شرکت در نوامبر ۲۰۱۳ به بازار عرضه شد. با آغاز سال ۲۰۱۹، توییتر بیش از ۳۳۰ میلیون کاربر فعال ماهانه داشت.
در ۲۵ آوریل ۲۰۲۲، هیئت مدیره توییتر با خرید ۴۴ میلیارد دلاری توسط ایلان ماسک، مدیرعامل اسپیس‌اکس و تسلا موافقت کردند که به‌طور بالقوه آن را به یکی از بزرگ‌ترین معاملات برای تبدیل یک شرکت خصوصی تبدیل کرده‌است.در ۸ ژوئیه ۲۰۲۲، ماسک این توافق را خاتمه داد. در نتیجه، سهام توییتر سقوط را تجربه کرد و این مجموعه، یک مؤسسه حقوقی را برای اقدام قانونی علیه ماسک استخدام و در تاریخ ۱۲ ژوئیه دادخواست علیه وی را در دادگاه صدراعظم دلاور آغاز کرد. ایلان ماسک قصد خود را برای توافق اعلام کرد که طبق آن، در ۴ اکتبر، با ۵۴٫۲۰ دلار به ازای هر سهم، معادل ۴۴ میلیارد دلار برای خرید توییتر پرداخت می‌کند. پس از تایید این توافق‌نامه در تاریخ ۲۷ اکتبر، ایلان ماسک به مالک توییتر تبدیل و این شرکت از بورس اوراق بهادار نیویورک حذف شد. پس از خریده‌شدن توسط ایلان ماسک، توییتر با اکس کرپ ادغام شد. در تاریخ ۲۲ ژوئیه ۲۰۲۳ نام توئیتر به اکس تغییر پیدا کرد.

## پیشینه

### ۲۰۰۶–۲۰۰۷: ایجاد و واکنش اولیه

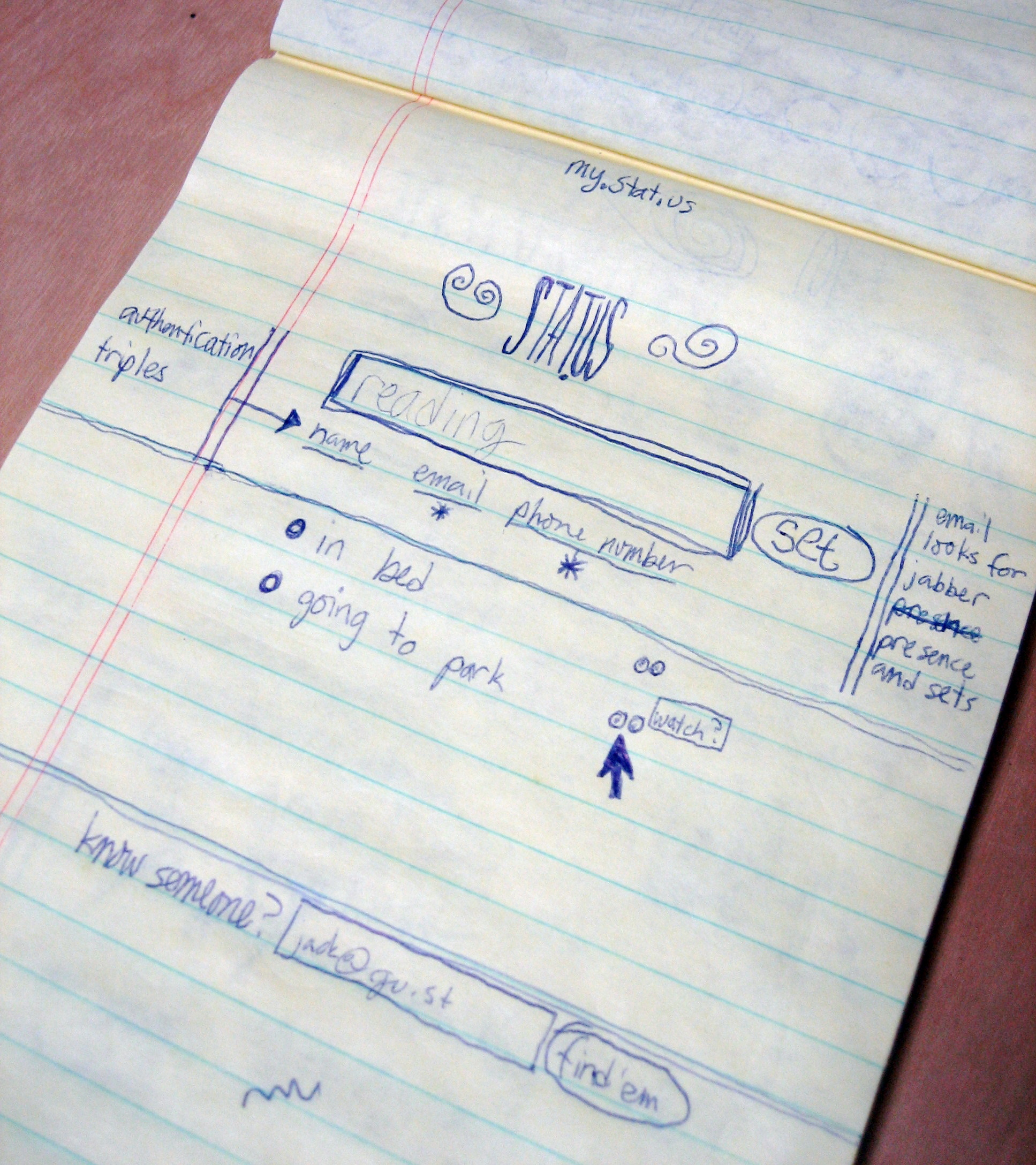
یک طرح، ح. ۲۰۰۶، توسط جک دورسی، یک شبکه اجتماعی مبتنی بر پیام کوتاه

منشأ توییتر در «جلسه طوفان مغزی روزمره» که توسط اعضای هیئت مدیره شرکت پادکست اودو برگزار می‌شود، نهفته‌است. جک دورسی، که در آن زمان دانشجوی کارشناسی ارشد دانشگاه نیویورک بود، ایده یک فرد را با استفاده از سرویس پیامکی برای برقراری ارتباط با یک گروه کوچک معرفی کرد. کار روی این پروژه از ۲۱ مارس ۲۰۰۶ آغاز شد، هنگامی که دورسی اولین پیام توییتر را در ساعت ۱۲:۵۰ بعد از ظهر منتشر کرد. PST (UTC - 08: 00): «فقط TWTTR من را تنظیم کنید». اولین نمونه اولیه توییتر، که توسط دورسی و پیمانکار فلورین وبر تهیه شده‌است، به عنوان یک سرویس داخلی برای کارمندان ODEO استفاده شد. نسخه کامل در ۱۵ ژوئیه ۲۰۰۶ به صورت عمومی معرفی شد. در اکتبر ۲۰۰۶، بیز استون، اوان ویلیامز، دورسی و سایر اعضای اودو شرکت آشکار را تشکیل دادند و ODEO را به همراه دارایی‌های آن از جمله Odeo.com و twitter.com— به دست آوردند. از سرمایه گذاران و سهامداران. ویلیامز گلس را شلیک کرد، که تا سال 2011 در مورد بخشی از فعالیت خود در توییتر سکوت کرد. توییتر در آوریل ۲۰۰۷ به شرکت خود رفت.
نکته مهم برای محبوبیت توییتر کنفرانس ۲۰۰۷ جنوب از جنوب غربی (SXSWI) بود. در طول این رویداد، استفاده از توییتر از ۲۰٬۰۰۰ توییت در روز به ۶۰٬۰۰۰ افزایش یافت. استیون لوی از نیوزویک اظهار داشت: "افراد توییتر هوشمندانه دو صفحه پلاسما ۶۰ اینچی را در راهروهای کنفرانس قرار دادند و به طور انحصاری پیام‌های توییتر را پخش کردند." "صدها نفر از افراد کنفرانس از طریق Twitters ثابت، برگه‌ها را روی یکدیگر نگه داشتند. پانل‌ها و سخنرانان این سرویس را ذکر کردند و وبلاگ نویسان در حضور آن را مورد حمایت قرار دادند." واکنش در کنفرانس بسیار مثبت بود. اسکات بیل، وبلاگ نویس گفت که توییتر «کاملاً حاکم» SXSWI است. محقق نرم‌افزار اجتماعی دانا بوید گفت توییتر «صاحب» کنفرانس است.

### ۲۰۰۷–۲۰۲۲: رشد
در آوریل ۲۰۱۲، توییتر اعلام کرد که با هدف کار با مارک‌های خودرو و آژانس‌های تبلیغاتی، در حال افتتاح یک دفتر در دیترویت است. توییتر همچنین دفتر خود را در دوبلین گسترش داد. در ۱۸ دسامبر ۲۰۱۲، توییتر اعلام کرد که از ۲۰۰ میلیون کاربر فعال ماهانه پیشی گرفته‌است. توییتر در سپتامبر ۲۰۱۱ به ۱۰۰ میلیون کاربر فعال ماهانه رسید.
این شرکت در تاریخ ۷ نوامبر ۲۰۱۳ پیشنهاد عمومی اولیه خود را در بورس اوراق بهادار نیویورک داشت.
در سپتامبر ۲۰۱۶، سهام توییتر پس از گزارشی مبنی بر دریافت رویکردهای تصاحب، ۲۰٪ افزایش یافت. خریداران بالقوه آلفابت (شرکت مادر گوگل)، مایکروسافت،Salesforce.com, ورایزن کامیونیکیشنز و شرکت والت دیزنی. بودند. هیئت مدیره توییتر برای معامله ای باز بود، که می‌توانست تا پایان سال ۲۰۱۶ به دست بیاید. با این حال، هیچ معامله ای انجام نشده‌است، با گزارش‌هایی در ماه اکتبر اظهار داشت که همه خریداران بالقوه به دلیل نگرانی در مورد سوءاستفاده و آزار و اذیت در این سرویس، بخشی از آن را کنار گذاشته‌اند و در ژوئن سال ۲۰۱۷، توییتر برای بهبود تجربه جدید کاربر داشبورد خود را دوباره اصلاح کرد.
در آوریل ۲۰۲۱، توییتر اعلام کرد که در حال ایجاد دفتر مرکزی آفریقایی خود در غنا است.
در ژانویه ۲۰۲۲، توییتر فروش MoPub به AppLovin را نهایی کرد. این معامله برای اولین بار در اکتبر ۲۰۲۱ اعلام شد و قیمت فروش آن ۱٫۰۵ میلیارد دلار گزارش شد.

### ۲۰۲۲–۲۰۲۳: خرید توسط ایلان ماسک
ایلان ماسک، غول تجاری، فاش کرد که در ۴ آوریل ۲۰۲۲، ۹٫۱ درصد از توییتر را به قیمت ۲٫۶۴ میلیارد دلار خریداری کرده‌است. در پاسخ، سهام توییتر تا ۲۷ درصد افزایش یافت و سهام توییتر بزرگ‌ترین افزایش روزانه را از زمان عرضه اولیه سهام توییتر در سال ۲۰۱۳ تجربه کرد. به عنوان بخشی از قراردادی که او را از خرید بیش از ۱۴٫۹ درصد از شرکت منع می‌کرد، به ماسک یک کرسی در هیئت مدیره توییتر پیشنهاد شد. اما ماسک تصمیم گرفت قبل از اینکه انتصابش در ۹ آوریل اجرایی شود، به هیئت مدیره نپیوندد.
ماسک سپس در ۱۴ آوریل پیشنهادی ناخواسته برای خرید توییتر به مبلغ ۴۳ میلیارد دلار و خصوصی کردن شرکت ارائه داد. او به اهمیت آزادی بیان برای دموکراسی در سراسر جهان اعتقاد دارد. ماسک در مصاحبه‌ای با تدعلاقه چندانی به مبارزه با سانسور اینترنتی در سراسر جهان نشان نداد و گفت که «توئیتر باید با قوانین کشور مطابقت داشته باشد». در عوض، نگرانی ماسک در مورد آزادی بیان تقریباً به‌طور کامل به سیاست‌های اعتدال توییتر معطوف شده‌است. هیئت مدیره توییتر یک استراتژی «قرص سمی» را در ۱۵ آوریل معرفی کرد که به سهامداران امکان می‌دهد در صورت وقوع یک تصاحب خصمانه به عنوان ابزاری برای جلوگیری از تصاحب ماسک، سهام بیشتری خریداری کنند. در ۲۰ آوریل، ماسک ۴۶٫۵ میلیارد دلار را به عنوان یک پیشنهاد مناقصه برای خرید توییتر تضمین کرد. در ۲۵ آوریل، گزارش شد که توییتر آماده پذیرش پیشنهاد ماسک است. هیئت مدیره این پیشنهاد را در اواخر همان روز به‌طور عمومی پذیرفت.
ماسک اعلام کرده‌است که اولین برنامه او این است که به منظور افزایش شفافیت، الگوریتمی را که توییت‌ها را در فید محتوا رتبه‌بندی می‌کند منبع باز کند. او اعلام کرده‌است که قصد دارد ربات‌های اسپم را حذف کند و همه انسان‌های واقعی را احراز هویت کند.
در ۸ ژوئیه، ماسک اعلام کرد که به‌طور یکجانبه خرید پیشنهادی را فسخ می‌کند و در یک پرونده نظارتی مدعی شد که توییتر با امتناع از انجام درخواست‌های ماسک برای داده‌های اکانت هرزنامه‌ها و اخراج کارکنان رده‌بالا، چندین بخش از توافق را «نقض اساسی» کرده‌است. در پاسخ، برت تیلور، رئیس هیئت مدیره توییتر، متعهد شد که با هدف تکمیل خرید، اقدام قانونی علیه ماسک در دادگاه سلطنتی دلاور دنبال کند. در ۱۰ ژوئیه، توییتر شرکت حقوقی واکتل، لیپتون، روزن و کاتز را برای وکالت پرونده آنها، از جمله «وکلای کلیدی» ویلیام ساویت و لئو استرین، استخدام کرد. ماسک پس از انجام این کار برای آنسورث v. ماسک و سک v. ماسک دوباره از خدمات کوین امانوئل اورکوهارت و سالیوان استفاده کرد. توییتر به‌طور رسمی شکایت خود را علیه ماسک در روز ۱۲ ژوئیه آغاز کرد. در ۱۳ سپتامبر ۲۰۲۲، سهامداران توییتر رای مثبت دادند تا تصاحب شرکت ایلان ماسک را تأیید کنند.
در ۴ اکتبر ۲۰۲۲، گزارش شد که ماسک پیشنهاد داده‌است که معامله را با قیمت پیشنهادی اولیه ۵۴٫۲۰ دلار برای هر سهم ادامه دهد. این معامله در ۲۷ اکتبر ۲۰۲۲ بسته شد، زمانی که ایلان ماسک کنترل شرکت را به دست گرفت، پرداخت ۵۴٫۲۰ دلار به ازای هر سهم یا حدود ۴۴ میلیارد دلار. او متعاقباً مدیرعامل پاراگ آگراوال و مدیر مالی ند سگال را برکنار کرد.

### ۲۰۲۳-اکنون: جایگزینی بااکس کورپ
شرکت اکس کورپ که توسط اکس هلدینگ کرپز ساخته شده و بنیان‌گذار آن هم ایلان ماسک است در ۹ مارس ۲۰۲۳ تأسیس و جایگزین شرکت توییتر شد، پس از این کار در ۲۲ ژوئیه ۲۰۲۳ نام شبکه اجتماعی توییتر هم به ایکس تغییر پیدا کرد.
ایلان ماسک می‌گوید: ایکس (توییتر سابق) با هدف حفظ آزادی بیان و شتاب‌بخشی به پروژهٔ «ایکس، اپلیکیشنِ همه‌چیز» به زیرمجموعهٔ ایکس کورپ تبدیل شد. ایکس با توییتر سنتی تفاوت‌های زیادی دارد و تغییرات فقط در سطح نام‌گذاری انجام نشده‌است.
همچنین ایلان ماسک به کارمندان توییتر سهام ایکس کورپ داده‌است

## خدمات

### توییتر
توییتر یک سرویس میکروبلاگینگ و شبکه اجتماعی است که در آن کاربران پیام‌هایی به نام «توئیت» را پست می‌کنند و با آنها ارتباط برقرار می‌کنند.

### رِویو (Revue)
رِویو سرویسی است که به نویسندگان اجازه می‌دهد خبرنامه‌های ایمیلی بسازند و اشتراک‌های رایگان یا پولی را به آنها ارائه دهند. رِویو در سال ۲۰۱۵ در هلند تأسیس شد و در ۲۶ ژانویه ۲۰۲۱ توسط توییتر خریداری شد. طبق اعلام توییتر سرویس رویو در 14 دسامبر سال 2022 مطابق با 23 آذر 1401 این سرویس در 18 ژانویه 2023 مطابق با 28 دی 1401 متوقف شد .

### خدمات قبلی

#### واین (Vine)
در ۵ اکتبر ۲۰۱۲، توییتر یک شرکت کلیپ ویدیویی به نام واین را خریداری کرد که در ژانویه ۲۰۱۳ راه اندازی شد. توییتر واین را به‌عنوان یک برنامه مستقل منتشر کرد که به کاربران اجازه می‌دهد کلیپ‌های ویدیویی حلقه‌ای شش ثانیه‌ای ایجاد و به اشتراک بگذارند. ویدیوهای واین که در توییتر به اشتراک گذاشته می‌شوند مستقیماً در فیدهای توییتر کاربران قابل مشاهده هستند. در ۲۷ اکتبر ۲۰۱۶، توییتر اعلام کرد که همه آپلودها را غیرفعال می‌کند، اما مشاهده و دانلود به کار خود ادامه می‌دهد. در ۲۰ ژانویه ۲۰۱۷، توییتر یک آرشیو اینترنتی از تمام ویدیوهای Vine که تا کنون منتشر شده بود راه اندازی کرد. آرشیو رسماً در آوریل ۲۰۱۹ متوقف شد.

#### پریسکوپ
در ۱۳ مارس ۲۰۱۵، توییتر اعلام کرد که پریسکوپ را خریداری کرده‌است، برنامه ای که امکان پخش زنده ویدیو را فراهم می‌کند. پریسکوپ در ۲۶ مارس ۲۰۱۵ راه اندازی شد. به دلیل کاهش استفاده، تنظیم مجدد محصول و هزینه‌های بالای نگهداری، سرویس در ۳۱ مارس ۲۰۲۱ متوقف شد. با این حال، ویدیوهای گذشته پریسکوپ هنوز هم از طریق توییتر قابل تماشا هستند و اکثر ویژگی‌های اصلی آن اکنون در برنامه گنجانده شده‌است.

#### کرش‌لیتیکس و فابریک
توییتر کرش‌لیتیکس، یک ابزار گزارش خرابی برای توسعه دهندگان را در ۲۸ ژانویه ۲۰۱۳ به قیمت بیش از ۱۰۰ میلیون دلار خریداری کرد که بزرگ‌ترین خرید آن در آن زمان بود. توییتر متعهد شد که به پشتیبانی و گسترش این سرویس ادامه دهد.
در اکتبر ۲۰۱۴، توییتر فابریک را معرفی کرد، مجموعه‌ای از ابزارهای توسعه‌دهنده موبایل که بر اساس کرش‌لیتیکس ساخته شده‌اند. فابریک کرش‌لیتیکس، پاسخ‌ها (تجزیه و تحلیل اپلیکیشن موبایل)، بتا (توزیع اپلیکیشن موبایل)، Digits (هویت اپلیکیشن موبایل و خدمات احراز هویت) را گرد هم آورده‌است. MoPub و TwitterKit (ورود به سیستم با قابلیت نمایش توییتر و توییت) در یک کیت توسعه نرم‌افزار واحد و مدولار، به توسعه دهندگان این امکان را می‌دهد که ویژگی‌های مورد نیاز خود را انتخاب کرده و در عین حال سهولت نصب و سازگاری را تضمین کنند. با ساخت فابریک در بالای کرش‌لیتیکس، توییتر توانست از مزیت پذیرش گسترده و ردپای دستگاه کرش‌لیتیکس برای مقیاس سریع استفاده از MoPub و TwitterKit استفاده کند. فابریک تنها ۸ ماه پس از راه‌اندازی به توزیع فعال در ۱ میلیارد دستگاه تلفن همراه رسید.
در اوایل سال ۲۰۱۶، توییتر اعلام کرد که فابریک بر روی بیش از ۲ میلیارد دستگاه فعال نصب شده و توسط بیش از ۲۲۵۰۰۰ توسعه دهنده استفاده شده‌است. فابریک به‌عنوان محبوب‌ترین گزارش‌دهنده خرابی و همچنین راه‌حل شماره ۱ تجزیه و تحلیل تلفن همراه در میان ۲۰۰ برنامه برتر iOS شناخته می‌شود و از گوگل آنالیتیکس، Flurry و میکس پنل پیشی می‌گیرد. در ژانویه ۲۰۱۷، گوگل فابریک را از توییتر خریداری کرد و بعداً آن را در پلتفرم فایربیس خود ادغام کرد.

## کسب
در ۱۱ آوریل ۲۰۱۰، توییتر Atebits، توسعه دهندگان سرویس گیرنده توییتر Tweetie برای مک و آیفون را خریداری کرد.
در ۲۸ ژانویه ۲۰۱۳، توییتر کرش‌لیتیکس را خریداری کرد تا بتواند محصولات توسعه دهنده موبایل خود را بسازد. در ۲۸ اوت ۲۰۱۳، توییتر Trendrr را تصاحب کرد. به دنبال آن MoPub در ۹ سپتامبر ۲۰۱۳ خریداری شد.
در ۴ ژوئن ۲۰۱۴، توییتر اعلام کرد که نامو مدیا، یک شرکت فناوری متخصص در «تبلیغات بومی» برای دستگاه‌های تلفن همراه را خریداری می‌کند. در ۱۹ ژوئن ۲۰۱۴، توییتر اعلام کرد که به یک معامله نامعلوم برای خرید SnappyTV، سرویسی که به ویرایش و اشتراک‌گذاری ویدئو از پخش‌های تلویزیونی کمک می‌کند، دست یافته‌است. این شرکت به پخش‌کنندگان و دارندگان حقوق کمک می‌کرد تا محتوای ویدیویی را هم به صورت ارگانیک در شبکه‌های اجتماعی و هم از طریق برنامه Amplify توییتر به اشتراک بگذارند. در ژوئیه ۲۰۱۴، توییتر اعلام کرد که قصد دارد یک شرکت جوان به نام CardSpring را با مبلغی نامشخص خریداری کند. CardSpring به خرده فروشان این امکان را داد تا به خریداران آنلاین کوپن‌هایی ارائه دهند که می‌توانند به‌طور خودکار با کارت‌های اعتباری خود همگام سازی کنند تا هنگام خرید از فروشگاه‌های فیزیکی تخفیف دریافت کنند. در ۳۱ ژوئیه ۲۰۱۴، توییتر اعلام کرد که یک استارتاپ امنیتی کوچک با رمز عبور به نام Mitro را خریداری کرده‌است. در ۲۹ اکتبر ۲۰۱۴، توییتر همکاری جدیدی را با IBM اعلام کرد. این مشارکت برای کمک به کسب‌وکارها برای استفاده از داده‌های توییتر برای درک مشتریان، کسب‌وکارها و سایر گرایش‌ها در نظر گرفته شده بود.
در ۱۱ فوریه ۲۰۱۵، توییتر اعلام کرد که Niche، یک شبکه تبلیغاتی برای ستارگان رسانه‌های اجتماعی را که توسط راب فیشمن و دارن لچتمن تأسیس شده بود، خریداری کرده‌است. قیمت خرید ۵۰ میلیون دلار گزارش شده‌است. توییتر اعلام کرد که TellApart، یک شرکت فناوری تبلیغات تجاری را با سهام ۵۳۲ میلیون دلاری خریداری کرده‌است. در ژوئن ۲۰۱۶، توییتر یک استارت آپ هوش مصنوعی به نام Magic Pony را به قیمت ۱۵۰ میلیون دلار خریداری کرد.
در ۲۶ ژانویه ۲۰۲۱، توییتر Revue را خریداری کرد، یک سرویس خبرنامه ایمیل برای رقابت با پلتفرم‌هایی مانند Substack.
در نوامبر و دسامبر ۲۰۲۱، توییتر دو رقیب را خریداری کرد و بلافاصله آن را تعطیل کرد: threader.app، سرویسی برای تبدیل رشته‌های توییتر به صفحات وب در دسترس، و Quill، یک سرویس پیام‌رسان. به کاربران Threader.app دستور داده شد تا در عوض سرویس Twitter Blue را خریداری کنند، که در آن زمان فقط در برخی کشورها در دسترس بود.

## رهبری

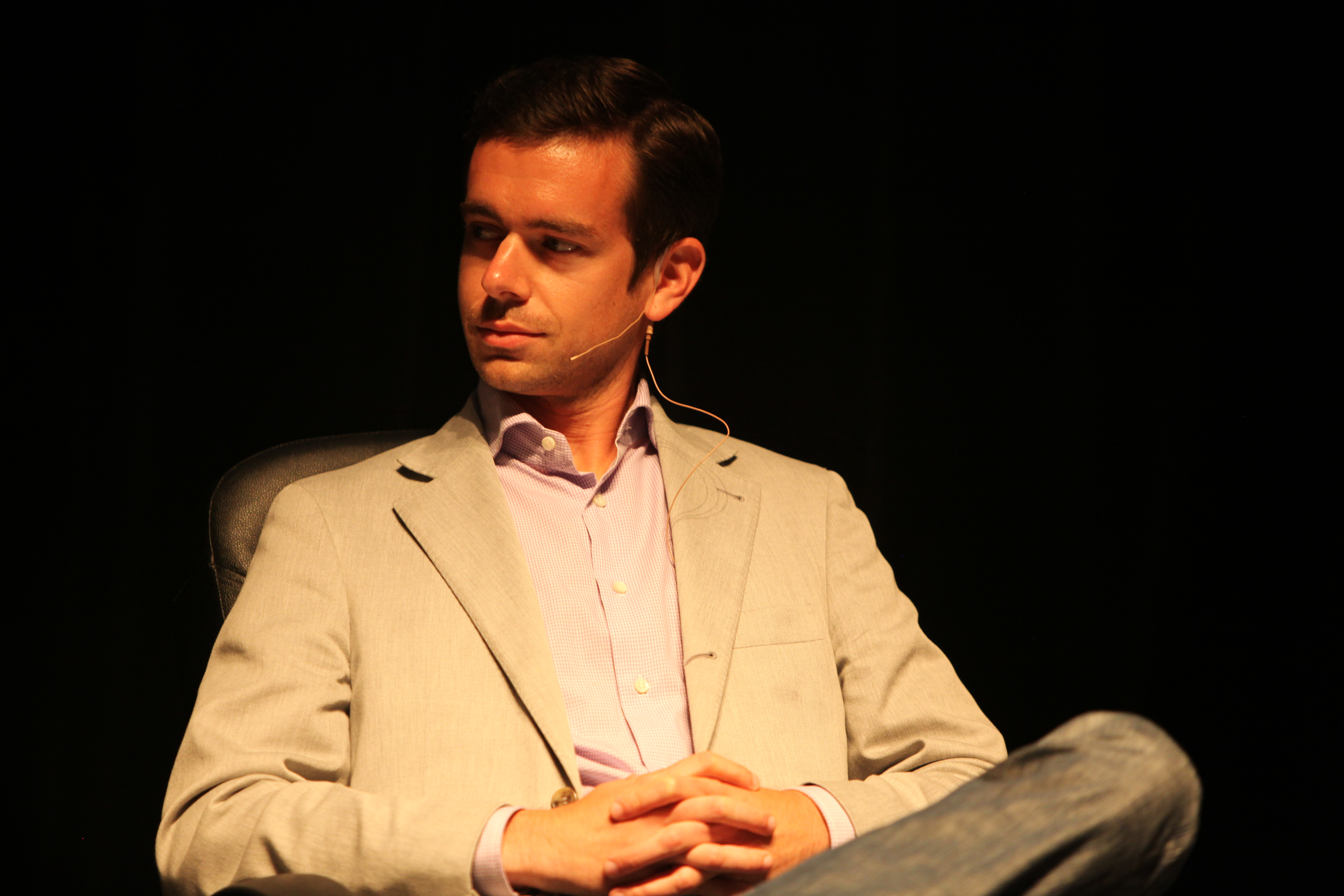
جک دورسی، یکی از بنیانگذاران و مدیرعامل توییتر، در سال ۲۰۰۹

دورسی به‌عنوان مدیر اجرایی، استارت‌آپ را از طریق دو دور تأمین مالی توسط سرمایه‌گذاران خطرپذیر که از شرکت حمایت می‌کردند، دید. در ۱۶ اکتبر ۲۰۰۸، ویلیامز نقش مدیرعامل را بر عهده گرفت و دورسی رئیس هیئت مدیره شد. در ۴ اکتبر ۲۰۱۰، ویلیامز اعلام کرد که از سمت مدیرعاملی کناره‌گیری می‌کند. دیک کستالو، مدیر عامل سابق توییتر، مدیرعامل شد. در ۴ اکتبر ۲۰۱۰، ویلیامز اعلام کرد که در شرکت باقی خواهد ماند و «کاملاً بر استراتژی محصول متمرکز خواهد شد».
به گفته نیویورک تایمز، زمانی که ویلیامز نبود، «آقای دورسی و کستالو رابطه نزدیکی برقرار کردند». به گفته مجله پی‌سی مگزین، ویلیامز «دیگر درگیر اتفاقات روزمره شرکت نبود». او روی توسعه یک استارتاپ جدید متمرکز بود و به عضویت هیئت مدیره توییتر درآمد و قول داد «به هر طریقی که می‌تواند کمک کند.» دورسی در مارس ۲۰۱۱ مجدداً به توئیتر ملحق شد، به عنوان رئیس اجرایی که بر توسعه محصول تمرکز داشت. در آن زمان، او برنامه خود را با اسکویر (جایی که او مدیرعامل است) تقسیم کرد، که دفاترش در فاصله کمی از توییتر در سانفرانسیسکو قرار دارند.
در سپتامبر ۲۰۱۱، اعضای هیئت مدیره و سرمایه گذاران فرد ویلسون و بیژن ثابت از هیئت مدیره توییتر استعفا دادند. در اکتبر ۲۰۱۲، توییتر اعلام کرد که مت درلا، مدیر سابق گوگل را به عنوان مدیر توسعه آژانس تجاری جدید استخدام کرده‌است. توییتر در ژوئیه ۲۰۱۴، مدیر سابق گلدمن ساکس، آنتونی نوتو را به عنوان مدیر مالی شرکت با «حقوق سالانه ۲۵۰۰۰۰ دلار و یکبار اختیار سهام محدود از ۱٫۵ میلیون سهم به ارزش ۶۱٫۵ میلیون دلار» معرفی کرد. در ۱۰ ژوئن ۲۰۱۵، توییتر اعلام کرد که دیک کستالو، مدیرعاملش در ۱ ژوئیه ۲۰۱۵ استعفا می‌دهد. گفته می‌شود که نوتو به عنوان جایگزینی بالقوه برای مدیرعامل مستعفی کستالو در نظر گرفته می‌شود. در ۱۴ اکتبر ۲۰۱۵، امید کردستانی، مدیر ارشد بازرگانی سابق گوگل، رئیس اجرایی شد و جایگزین دورسی شد که مدیرعامل باقی ماند. در ۲۶ ژانویه ۲۰۱۶، لزلی برلند، معاون اجرایی سابق تبلیغات جهانی، بازاریابی و مشارکت‌های دیجیتال در امریکن اکسپرس، به عنوان مدیر ارشد بازاریابی منصوب شد. در نوامبر ۲۰۱۶، آدام بین، مدیر ارشد اجرایی استعفای خود را اعلام کرد و آنتونی نوتو، مدیر مالی، نقش بین را بر عهده گرفت. یک ماه بعد، در ۲۰ دسامبر ۲۰۱۶، CTO آدام مسینجر اعلام کرد که او نیز ترک می‌کند.
در فوریه ۲۰۲۰، گزارش شد که شرکت مدیریت الیوت سهامی را در توییتر به دست آورده‌است و انتظار می‌رود پل سینگر، سهامدار فعال و حامی حزب جمهوری‌خواه، به دنبال برکناری دورسی از سمت مدیرعاملی باشد. توییتر با انتصاب یک مدیر مستقل جدید و دو عضو هیئت مدیره جدید و انجام بازخرید سهام ۲ میلیارد دلاری موافقت کرد.
در ۲۹ نوامبر ۲۰۲۱، جک دورسی از سمت مدیرعاملی کنار رفت. او توسط مدیر ارشد فناوری پاراگ آگراوال جایگزین شد. در ۲۷ اکتبر ۲۰۲۲، ایلان ماسک قرارداد خرید شرکت را بسته و آگراوال، ند سگال، مدیر ارشد مالی، ویجایا گاد، مدیر ارشد حقوقی و شان ادجت، مشاور عمومی را اخراج کرد.

### لیست رؤسا
1. جک دورسی (۲۰۰۸–۲۰۱۵)
2. امید کردستانی (۲۰۱۵–۲۰۲۰)
3. پاتریک پیچت (۲۰۲۰–۲۰۲۱)
4. برت تیلور (۲۰۲۱–تاکنون)

### لیست مدیران عامل
1. جک دورسی (۲۰۰۶–۲۰۰۸); دوره اول
2. اوان ویلیامز (۲۰۰۸–۲۰۱۰)
3. دیک کستالو (۲۰۱۰–۲۰۱۵)
4. جک دورسی (۲۰۱۵–۲۰۲۱); دوره دوم
5. پاراگ آگراوال (۲۰۲۱–۲۰۲۲)
6. ایلان ماسک

## امور مالی
| سال  | درآمد در میلیون دلار امریکا$ | درآمد خالص در میلیون دلار امریکا$ | کل دارایی در میلیون دلار امریکا$ | کارمندان |
| ---- | ---------------------------- | --------------------------------- | -------------------------------- | -------- |
| 2010 | ۲۸                           | −۶۷                               | ۰                                | —        |
| 2011 | ۱۰۶                          | −۱۶۴                              | ۷۲۱                              | —        |
| 2012 | ۳۱۷                          | −۷۹                               | ۸۳۲                              | ۲٬۰۰۰    |
| 2013 | ۶۶۵                          | −۶۴۵                              | ۳٬۳۶۶                            | ۲٬۷۱۲    |
| 2014 | ۱٬۴۰۳                        | −۵۷۸                              | ۵٬۵۸۳                            | ۳٬۶۳۸    |
| 2015 | ۲٬۲۱۸                        | −۵۲۱                              | ۶٬۴۴۲                            | ۳٬۸۹۸    |
| 2016 | ۲٬۵۳۰                        | −۴۵۷                              | ۶٬۸۷۰                            | ۳٬۵۸۳    |
| 2017 | ۲٬۴۴۳                        | −۱۰۸                              | ۷٬۴۱۲                            | ۳٬۳۷۲    |
| 2018 | ۳٬۰۴۲                        | ۱٬۲۰۶                             | ۱۰٬۱۶۳                           | ۳٬۹۰۰    |
| 2019 | ۳٬۴۵۹                        | ۱٬۴۶۶                             | ۱۲٬۷۰۳                           | ۴٬۹۰۰    |
| 2020 | ۳٬۷۱۶                        | −۱٬۱۳۶                            | ۱۳٬۳۷۹                           | ۵٬۵۰۰+   |
| 2021 | ۵٬۰۷۷                        | −۲۲۱                              | ۱۴٬۰۶۰                           | ۷٬۵۰۰+   |